# Reinhard Woltmann
Reinhard Woltmann, född 28 december 1757 i Axstedt, död 20 april 1837 i Hamburg, var en tysk vattenbyggnadsingenjör.
Woltmann, som var direktör för vattenbyggnaderna i Hamburg, är bekant genom sin Elbereglering och den av honom 1790 uppfunna så kallade Woltmannvingen (Woltmannflügel), en anordning för mätning av havsströmmars hastighet.